# كارلتون كاربنتر
كارلتون كاربنتر (بالإنجليزية: Carleton Carpenter)‏ (10 يوليو 1926، بينينغتون في الولايات المتحدة)؛ كاتب سيناريو، ممثل وروائي أمريكي.

## روابط خارجية
- كارلتون كاربنتر على موقع IMDb (الإنجليزية)
- كارلتون كاربنتر على موقع ميوزك برينز (الإنجليزية)
- كارلتون كاربنتر على موقع قاعدة بيانات برودواي على الإنترنت (الإنجليزية)
- كارلتون كاربنتر على موقع إن إن دي بي (الإنجليزية)
- كارلتون كاربنتر على موقع ديسكوغز (الإنجليزية)
- كارلتون كاربنتر على موقع قاعدة بيانات الفيلم (الإنجليزية)